# Стефана Томасини
Стефана Алберт Томасини е българска медицинска сестра.

## Биография
Родена е на 20 февруари 1916 г. в Ямбол. Нейният баща Алберт Томасини по произход е италианец. През 1910 г. се жени за София Алексиева, която е дъщеря на известен ямболски търговец. Стефана е третото от общо петте деца в семейството (Константин, Маргарита, Стефана, Борислав и Луиза). През 1935 г. завършва средното си образование в Ямбол, след това учи 3 години в Училището за милосърдни сестри при Българския червен кръст – София, което завършва през 1938 г. През 1939 – 1940 г. работи като сестра в Детските ясли на ул. „Пиротска“ № 104. От 1940 до 1941 г. работи като сестра в болниците в Ямбол и Велико Търново, а след това в болницата на БЧК в София. След това работи като главна сестра в Стационара към Министерство на строежите, старша сестра в Александровска болница, ИСУЛ и Окръжна болница – София. Участва в Санитарен влак № 1 на БЧК, изпратен на Източния фронт по време на Втората световна война. Включва се в спасителните бригади при наводнението във Видин през 1942 г., Дупница през 1947 г., в Рила, Стоб и Пастра през 1948 г. От 1993 г. членува в Клуба на милосърдните сестри. В периода 1994 – 2001 г. е негов председател. Умира през 2006 г. в София.
Личният ѝ архив се съхранява във фонд 2107К в Централен държавен архив. Той се състои от 27 архивни единици от периода 1934 – 2007 г.

## Отличия и награди
За своя професионален принос като милосърдна (медицинска) сестра е наградена с Големия и малък орден на Червения кръст, юбилейни медали и значки на БЧК.